# Kraina bezprawia
Kraina bezprawia (ang. Into the Badlands) – amerykański serial telewizyjny (dramat akcji, postapokalipsa, przygodowy) wyprodukowany przez AMC Studios oraz Entertainment One. Serial jest luźną adaptacją klasycznej chińskiej powieści Wędrówka na Zachód. Twórcami Into the Badlands są  Alfred Gough i Miles Millar. Serial był emitowany od 15 listopada 2015 roku przez AMC tuż po serialu Żywe trupy.

## Fabuła
Serial skupia się na podróżach Sunny'ego, wyszkolonego wojownika, którego celem jest odnalezienie oświecenia.

## Obsada

### Główna
- Daniel Wu jako Sunny[2]
- Aramis Knight jako M.K[3].
- Emily Beecham jako Minerva, The Widow[4]
- Sarah Bolger jako Jade[4]
- Oliver Stark jako Ryder (sezon 1-2)
- Orla Brady jako Lydia
- Madeleine Mantock jako Veil[3](sezon 1-2)
- Ally Ioannides jako Tilda[3]
- Marton Csokas jako Quinn, najmocniejszy baron w Badlands[5] (sezony 1-2)
- Sarah Bolger jako  Jade
- Nick Frost jako Bajie[6] (sezon 2)

### Role drugoplanowe
- Edi Gathegi jako Jacobe[7]
- Stephen Lang jako Waldo
- Yohance Myles jako Ringo
- Benjamin Papac jako Bale
- Mike Seal jako Petri
- Teressa Liane jako Angelica (sezon 1)
- Ellen Hollman jako Zypher
- Lance Henriksen jako Penrith
- Eve Connolly jako Ava (sezon 2)
- Stephen Walters jako The Engineer (sezon 2)
- Chipo Chung jako The Master
- Eleanor Matsuura jako Baron Chau (sezon 2)
- Alan Wai jako Baron Hassan
- Jonathan Ryan jako Baron Broadmore (sezon 2)
- Ivo Canelas jako Baron Rojas (sezon 2)
- Sherman Augustus jako Nathaniel Moon (sezon 3)[8]
- Babou Ceesay jako Pilgrim (sezon 3)[8]
- Ella-Rae Smith jako Nix[8](sezon 3)
- Lorraine Toussaint jako Cressidy (sezon 3)[9]

## Odcinki
| Sezon | Sezon | Odcinki | Oryginalna emisja | Oryginalna emisja | Oryginalna emisja    | Oryginalna emisja | Oryginalna emisja |
| Sezon | Sezon | Odcinki | Premiera sezonu   | Finał sezonu      | Premiera sezonu      | Finał sezonu      |                   |
| ----- | ----- | ------- | ----------------- | ----------------- | -------------------- | ----------------- | ----------------- |
|       | 1     | 6       | 15 listopada 2015 | 20 grudnia 2015   | 10 października 2016 | 14 listopada 2016 |                   |
|       | 2     | 10      | 19 marca 2017     | 21 maja 2017      | 20 marca 2017        | 22 maja 2017      |                   |
|       | 3     | 16      | 22 kwietnia 2018  | 6 maja 2019       | 18 czerwca 2018      | 20 maja 2019      |                   |

## Produkcja
13 lipca 2014 roku stacja AMC zamówiła 1 sezon serialu, a 9 marca 2016 2 sezon. 25 kwietnia 2017, stacja AMC zamówiła 3 sezon serialu, składający się z 16 odcinków.
W Polsce serial jest emitowany od października 2016 roku przez AMC Polska.
W lutym 2019 roku, stacja AMC Polska ogłosiła zakończenie produkcji serialu po trzech sezonach.